# Matías Pérez Sepúlveda
Matias Ignacio Pérez Sepúlveda (Molina, Chile, 13 de abril de 2005) es un futbolista chileno que juega como defensa en el U. S. Lecce de la Serie A de Italia.

## Trayectoria
Debutó profesionalmente con la camiseta de Curicó Unido, club en el que hizo las divisiones inferiores, el 24 de febrero del 2024 en la victoria ante Unión San Felipe, por la primera fecha de la Primera B 2024.Por dicho torneo, Pérez disputó 17 partidos sin anotar goles. 
El 17 de julio de 2025 fue fichado por el U. S. Lecce de la Serie A italiana, en una cifra cercana a los 950 mil dólares, con un contrato hasta 2028.

## Selección nacional

### Selecciones menores
En enero de 2025, fue nominado por Nicolás Córdova para el Campeonato Sudamericano sub-20 de aquel año, realizado en Venezuela.En el torneo, en el que Chile participó a pesar de estar clasificado al Mundial, por ser anfitrión, Pérez jugó en 7 partidos, no anotó goles y dio dos asistencias.

#### Participaciones en Sudamericanos
| Competencia                 | Sede      | Resultado  | PJ | Goles | Asistencias |
| --------------------------- | --------- | ---------- | -- | ----- | ----------- |
| Sudamericano Sub-20 de 2025 | Venezuela | Fase final | 7  | 0     | 2           |

## Estadísticas

### Clubes
Actualizado al último partido disputado el 20 de octubre de 2024.
| Club                 | Div.          | Temporada     | Liga  | Liga  | Copas nacionales | Copas nacionales | Copas internacionales | Copas internacionales | Total | Total |
| Club                 | Div.          | Temporada     | Part. | Goles | Part.            | Goles            | Part.                 | Goles                 | Part. | Goles |
| -------------------- | ------------- | ------------- | ----- | ----- | ---------------- | ---------------- | --------------------- | --------------------- | ----- | ----- |
| Curicó Unido · Chile | 2.ª           | 2024          | 17    | 0     | —                | —                | —                     | —                     | 17    | 0     |
| Curicó Unido · Chile | 2.ª           | 2025          | 0     | 0     | —                | —                | —                     | —                     | 0     | 0     |
| Curicó Unido · Chile | Total club    | Total club    | 17    | 0     | 0                | 0                | 0                     | 0                     | 17    | 0     |
| Total carrera        | Total carrera | Total carrera | 17    | 0     | 0                | 0                | 0                     | 0                     | 17    | 0     |